# Riboflavin
A riboflavin (INN) (E101), vagy más néven B2-vitamin, egy könnyen felszívódó, vízben oldódó, az állatok egészségének fenntartásához nélkülözhetetlen anyag. Csakúgy, mint a többi B-vitamin, a szervezet energiatermeléséhez nélkülözhetetlen, ugyanis fontos szerepet játszik a zsírok, szénhidrátok és a fehérjék lebontásában, valamint a vérképzésben, a légzés folyamatában, antitesttermelésben, növekedésben és a szaporodásban is nélkülözhetetlen. Mindezeken felül az egészséges bőrért, hajért, körmökért és a pajzsmirigy szabályozásában is elengedhetetlen. A VIII. Magyar Gyógyszerkönyvben  Riboflavinum     néven hivatalos.  

A riboflavin név a ribóz és a latin flavus = sárga szó összetételéből származik.

## Története
Az 1920-as években kiderült, hogy a rizshéjból nyert, a beri-beri kialakulását megakadályozó kivonat több komponensből áll. A hőérzékenyt B1-nek, a hőstabilt B2-nek nevezték el. Később megállapították, hogy az utóbbi is több vegyület keveréke.
A B2 vitamint tiszta formában Richard Kuhn, György Pál és Julius Wagner-Jauregg izolálta 1933-ban a heidelbergi egyetemen tojásfehérjéből. 1934-ben sikerült a szerkezetét is tisztázni.
Szintézisét Kuhn és Paul Karrer kutatócsoportja 1935-ben dolgozta ki egymástól függetlenül.

## Előfordulása
Megtalálható a tejben, sajtokban, különféle leveles zöldségekben, májban, és az élesztőben. Közvetlen napfény hatására elbomlik. A felesleg a vizelettel kiürül a szervezetből, de mivel az emberi test nem képes raktározni a riboflavint, hiánya gyakran produkál tüneteket, mint például szembetegségek, néhány esetben szürkehályog, véreres, viszkető, égő szem, valamint fényérzékenység.

## A riboflavin hiánya
Az ajánlott napi bevitel 1–1,5 mg.
Hiánya dermatitiszt, vakságot és idegrendszeri problémákat okozhat. Nélkülözhetetlen a növekedésben. Hiányában a nyelv és ajak duzzadása, súlyos béltünetek, fáradtság, a hemoglobinszint csökkenése is felléphet.
A hiánytünetek napi 10–20 mg riboflavinnal megszüntethetők.

## Ipari felhasználása
Sárgás, narancssárga-sárga színe miatt gyakran színezőanyagként használják elsősorban bébiételek gabonapelyhek, szószok, sajtok, gyümölcsitalok készítésénél.
Nehéz oldékonysága miatt vitaminbevitelre inkább a riboflavin-5′-foszfátot (E101a) használják, bár ennek előállítása költségesebb.